# 3-羟酰辅酶A脱氢酶
3-羟酰辅酶A脱氢酶（英語：3-hydroxyacyl-CoA dehydrogenase，EC 1.1.1.35（页面存档备份，存于））是一种以NAD+或NADP+为受体、作用于供体CH-OH基团上的氧化还原酶。这种酶能催化以下酶促反应：
(S)-3-羟酰辅酶A + NAD+ {\displaystyle \rightleftharpoons } 3-氧酰辅酶A + NADH + H+
3-羟酰辅酶A脱氢酶主要参与脂肪酸的代谢过程，如β-氧化的第三步等。